# Kitty King
Kitty Louisa King (Witney, 10 de agosto de 1982) es una jinete británica que compite en la modalidad de concurso completo.
Ganó cuatro medallas en el Campeonato Europeo de Concurso Completo entre los años 2015 y 2023. Participó en los Juegos Olímpicos de Río de Janeiro 2016, ocupando el quinto lugar en la prueba por equipo.

## Palmarés internacional
| Campeonato Europeo | Campeonato Europeo        | Campeonato Europeo | Campeonato Europeo |
| Año                | Lugar                     | Medalla            | Categoría          |
| ------------------ | ------------------------- | ------------------ | ------------------ |
| 2015               | Blair (Reino Unido)       | Medalla de plata   | Por equipos        |
| 2021               | Avenches (Suiza)          | Medalla de oro     | Por equipos        |
| 2023               | Le Pin-au-Haras (Francia) | Medalla de oro     | Por equipos        |
| 2023               | Le Pin-au-Haras (Francia) | Medalla de plata   | Individual         |